# Opel Super Six
Opel Super Six – luksusowy samochód osobowy produkowany przez niemiecką firmę Opel w latach 1938-1939. Dostępny jako 4-drzwiowy sedan, 2-drzwiowe coupé lub 4-drzwiowy kabriolet. Do napędu użyto silnika rzędowego o pojemności 2,5 litra. Moc przenoszona była na oś tylną poprzez 3-biegową manualną skrzynię biegów. Został zastąpiony przez modele: Opel Kapitän, Diplomat i Admiral.

## Dane techniczne

### Silnik
- R6 2,5 l (2473 cm³), 2 zawory na cylinder, OHV
- Średnica × skok tłoka: 80,00 mm × 82,00 mm
- Stopień sprężania: 6,0:1
- Moc maksymalna: 60 KM (44 kW) przy 3600 obr./min

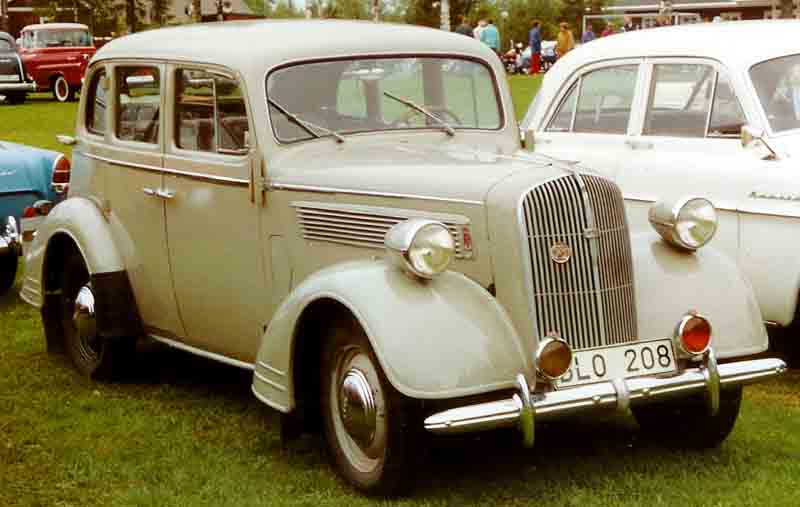
Opel Super Six De Luxe 4-Door Limousine 1938
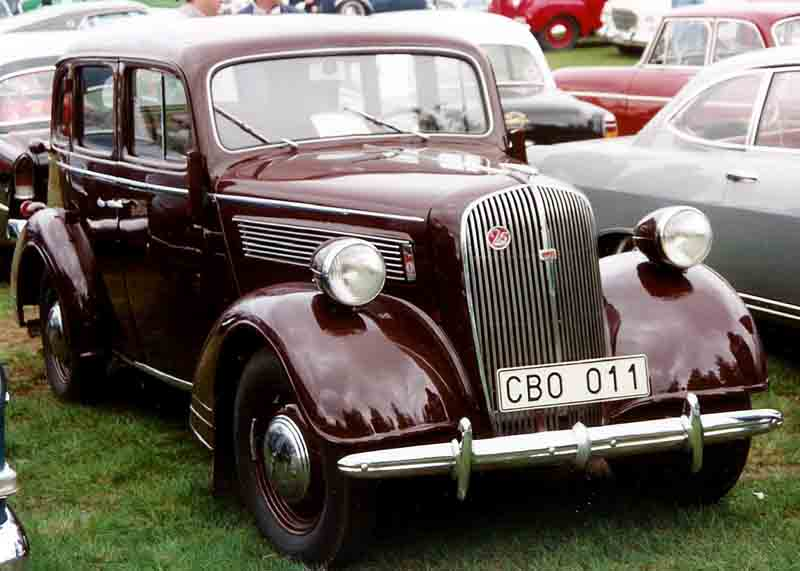
Opel Super Six 4-Door Limousine 1938
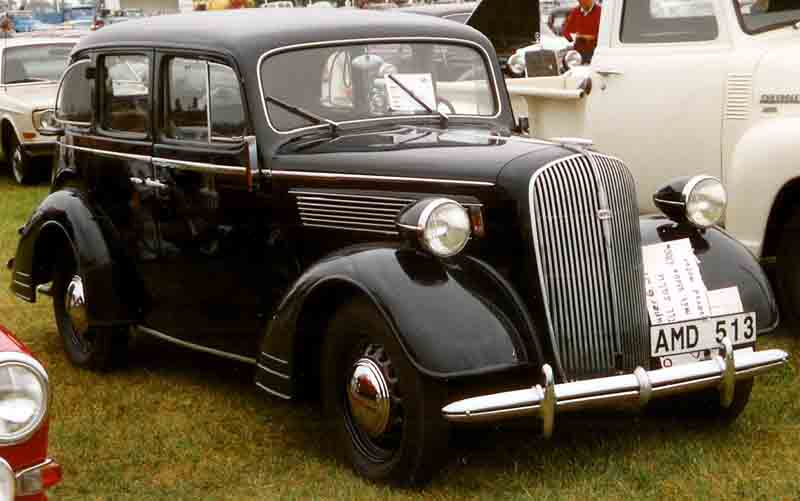
Opel Super Six 4-Door Limousine
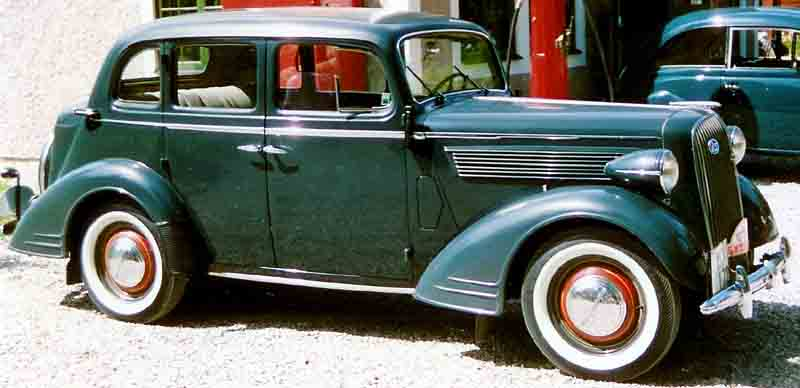
Opel Super Six De Luxe 4-Door Limousine 1938